# Wolfgang Brückner (Fußballspieler)
Wolfgang Brückner (* 30. Januar 1952) ist ein deutscher ehemaliger Fußballspieler. Von 1976 bis 1980 bestritt er in Hermsdorf (Thüringen) und Zeulenroda Zweitligafußball.

## Sportliche Laufbahn
Bis 1976 spielte Wolfgang Brückner in Auma bei der Betriebssportgemeinschaft BSG Turbine, zuletzt in der drittklassigen Bezirksliga Gera. Von dort wechselte er zur Saison 1976/77 zur BSG Motor Hermsdorf in die zweitklassige DDR-Liga. Dort spielte er nur in der Hinrunde und wurde in den 14 Ligaspielen zwölfmal als Stürmer eingesetzt. Bereits in seinem ersten Spiel konnte Brückner sein einziges Tor für Hermsdorf erzielen.
In der Rückrunde 1977 kehrte Brückner in die Geraer Bezirksliga zurück, wo er sich der BSG Motor Zeulenroda anschloss. 1979 stieg er mit der BSG in die DDR-Liga auf. In der Spielzeit 1979/80 war Brückner von Anfang an als Mittelstürmer Stammspieler. Von den 22 Punktspielen absolvierte er 19 Begegnungen und fehlte nur wegen einer dreiwöchigen Spielsperre nach einem Feldverweis. Zwischen dem 14. und 18. Spieltag war er in jeder Partie mit einem Tor erfolgreich. Die BSG Motor Zeulenroda schaffte nicht den Klassenerhalt, und sie kehrte ebenso wie Wolfgang Brückner nicht wieder in den höherklassigen Bereich zurück.